# Cody Kessler
Cody David Kessler (* 11. Mai 1993 in Bakersfield, Kalifornien) ist ein ehemaliger US-amerikanischer American-Football-Spieler auf der Position des Quarterbacks.

## Frühe Jahre
Kessler ging auf die Highschool in seiner Geburtsstadt Bakersfield. Später ging er auf die University of Southern California. Zunächst war er hier zweiter Quarterback für das College-Football-Team hinter Matt Barkley. Ab 2013 wurde er Starting Quarterback. Er erzielte am College 88 Touchdowns und 19 Interceptions. Insgesamt warf er Pässe für 10.339 Yards.

## NFL

### Cleveland Browns
Kessler wurde im NFL Draft 2016 in der dritten Runde an 93. Stelle von den Cleveland Browns ausgewählt. Am 8. Juni 2016 unterschrieb Kessler einen Vierjahresvertrag bei den Browns. Zunächst war er hier als dritter Quarterback hinter Robert Griffin III und Josh McCown gedacht. Am ersten Spieltag der Saison 2016 verletzte sich Griffin III und wurde auf die Injured Reserve List gesetzt. Bereits am darauffolgenden Spieltag verletzte sich auch McCown, so dass Kessler am dritten Spieltag gegen die Miami Dolphins Starter wurde. In seinem ersten Spiel warf er Pässe für 244 Yards. Die Browns verloren das Spiel mit 24:30 in Overtime. Am 4. Spieltag gegen die Washington Redskins warf er seinen ersten Touchdown in der NFL. Am 11. Spieltag, im Spiel gegen die Pittsburgh Steelers verletzte sich Kessler. Am 16. Spieltag, im Spiel gegen die San Diego Chargers, ersetzte Kessler erneut Robert Griffin III nach einer Verletzung im vierten Viertel. Dieses Spiel war gleichzeitig der erste und einzige Sieg der Browns in der Saison.

### Jacksonville Jaguars
Kessler wurde am 28. März 2018 für einen Siebtrundenpick im NFL Draft 2019 zu den Jacksonville Jaguars getauscht. Dort diente er zunächst als Backup für Blake Bortles. Nachdem die Jaguars nach Woche 12 mit einer 3:8-Bilanz deutlich hinter den Erwartungen zurückblieben, wurde Kessler am 26. November 2018 als neuer Starting Quarterback benannt. Am 9. Mai 2019 wurde Kessler entlassen.

### Philadelphia Eagles
Am 12. Mai 2019 nahmen ihn die Philadelphia Eagles unter Vertrag. Am 30. August 2019, noch vor der Saison, wurde Kessler entlassen.

### New England Patriots
Am 25. September 2019 heuerte Kessler bei den New England Patriots an. Am 15. Oktober wurde er entlassen, aber zwei Wochen später wieder zurückgeholt. Am 1. April 2020 wurde Kessler erneut von den Patriots entlassen. Bei den Patriots kam er in keinem Spiel zum Einsatz.